# Seed (1931)
Seed is een Amerikaanse dramafilm uit 1931 onder regie van John M. Stahl. Destijds werd de film in Nederland uitgebracht onder de titel De tweede vrouw in zijn leven.

## Verhaal
Bart Carter werkt voor een uitgeverij en hij wil zelf graag doorbreken als schrijver. Zijn ex-vriendin Mildred is de directeur van hun distributiekantoor in Parijs. Bart verlaat zijn vrouw Peggy en zijn vijf kinderen om samen met Mildred te werken aan een verhaal. Ze helpt hem om zijn boek te publiceren en ze verlokt hem ertoe om na zijn scheiding met haar te trouwen. Als hij ziet hoe goed de kinderen zonder hem zijn opgegroeid, vraagt hij aan Peggy of de kinderen niet bij hem en Mildred kunnen intrekken. Peggy staat dat toe, maar de toekomst van Mildred komt erdoor in het gevaar.

## Rolverdeling
| Acteur          | Personage                |
| --------------- | ------------------------ |
| John Boles      | Bart Carter              |
| Genevieve Tobin | Mildred                  |
| Lois Wilson     | Peggy Carter             |
| Raymond Hackett | Junior Carter            |
| Bette Davis     | Margaret Carter          |
| Zasu Pitts      | Jennie                   |
| Richard Tucker  | Bliss                    |
| Helen Parrish   | Margaret Carter als kind |
| Dick Winslow    | Johnny Carter            |
| Bill Willis     | Danny Carter             |
| Jack Willis     | Dicky Carter             |
| Frances Dade    | Nancy                    |
| Kenneth Seiling | Junior Carter als kind   |
| Terry Cox       | Danny Carter als kind    |
| Dickie Moore    | Johnny Carter als kind   |